# Marie Mahlerová
Marie Mahlerová, roz. Hermannová (2. března 1837, Ledeč nad Sázavou – 11. října 1889, Jihlava) byla matka světoznámého rakouského hudebního skladatele Gustava Mahlera. Jejím manželem a otcem skladatele byl Bernhard Mahler.

## Život
Narodila se do zámožné židovské německy mluvící rodiny výrobce mýdel Abrahama Herrmanna a jeho ženy Theresie Berly Herrmannové (která byla jeho sestřenice). Měla sedm sourozenců.
V roce 1857 se Marie provdala za Bernharda Barucha Mahlera. Poté spolu žili v malé obci Kališti nedaleko Humpolce, kde se jim narodili synové Isidor a 15 měsíců po něm Gustav. 22. října 1860 se Mahlerovi se svými dvěma syny přestěhovali do Jihlavy. Bernhard Mahler si v Kališti díky věnu Marie Herrmannové pořídil hostinec a palírnu lihovin a společně vložili peníze do obytného domu a dosavadní podnik i dům v Kališti Mahlerovi před přestěhováním do Jihlavy prodali.
Vztah Bernharda a Marie nebyl zdaleka poklidný, provázely jej hádky a rozepře, nadto manžel Marii často bil, což jejich děti poznamenalo na celý zbytek života. Druhorozený a po smrti bratra nejstarší syn Gustav se se svým traumatem později vyrovnával s podporou zakladatele psychoterapie Sigmunda Freuda.

## Děti
Mahlerovi měli celkem čtrnáct dětí, z toho však osm dětí zemřelo v dětském věku. V té době byla dětská úmrtnost velmi vysoká, ale Marie Mahlerová se s úmrtím tolika svých dětí nedokázala nikdy smířit. Druhorozeného syna Gustava se rodinné tragédie rovněž velmi dotýkaly. Předčasná úmrtí sourozenců se stala později námětem resp. pozadím jeho mnohých písní a symfonií.
- Isidor (22. března 1859, Kaliště – 1860, Kaliště) se jako malý chlapec utopil ve studni, ještě před narodzením druhorozeného syna Gustava
- Gustav (7. července 1860, Kaliště – 18. května 1911, Vídeň)
- Ernst (18. března 1862, Jihlava – 13. dubna 1865, Jihlava)
- Leopoldina (18. května 1863, Jihlava – 27. září 1889, Vídeň) se provdala za uherského občana Ludvíka Eliáše Quittnera (1867-1927). Se svým manželem měla dceru Annu a syna Heinricha.
- Karl Mahler (1864, Jihlava – 28. prosince 1865, Jihlava)
- Rudolf Mahler (17. srpna 1865, Jihlava – 21. února 1866, Jihlava) zemřel v šesti měsících
- Alois Louis (6. října 1867, Jihlava – 14. dubna 1931, Chicago, USA) emigroval ještě před nástupem nacismu do Spojených států amerických
- Justina Ernestina Rosa (15. prosince 1868, Jihlava – 22. srpna 1938 Vídeň) vedla po smrti rodičů domácnost, dokud se neprovdala
- Arnold (19. prosince 1869, Jihlava – 15. prosince 1870, Jihlava) se dožil necelého roku
- Friedrich (23. dubna 1871, Jihlava – 15. prosince 1871, Jihlava) se dožil sedmi měsíců
- Alfred (22. dubna 1872, Jihlava – 6. května 1873, Jihlava) je jako většina dětí pohřben v Jihlavě
- Otto (18. června 1873, Jihlava – 6. února 1895, Vídeň)
- Ema Marie Eleonora (19. října 1875, Jihlava – 15. května 1933, Výmar) se provdala za Eduarda Rosého, původem z Rumunska (24. ledna 1859, Laşi - 24. ledna 1943, Terezín), který zemřel 10 let po její smrti jako oběť holocaustu v Terezíně. Měli spolu syny Ernesta a Wolfganga. Ema Rosé zemřela v Německu.
- Konrád (17. dubna 1878 – 8. ledna 1881).

## Vztah ke Gustavu Mahlerovi
Ke svému synovi jevila matka velkou úctu a v jeho kariéře ho vždy podporovala, ovšem jeho největšího úspěchu se nedožila. Mahler po matce zdědil citlivost a emoce, které jsou pro jeho hudbu tolik příznačné.